# Григориат
Григориа́т (греч. Μονὴ Ὁσίου Γρηγορίου) — один из афонских монастырей, занимающий в святогорской иерархии 17-е место. Находится в юго-восточной части Афонского полуострова; основан в XIV веке аскетом Грегорием, от которого монастырь получил своё название. Соборный храм монастыря, построенный в XVIII веке, освящён во имя святителя Николая.
В число святынь монастыря входят мощи следующих святых: Анастасии Римской, священномученика Харалампия, мученицы Иулитты, бессребренников Космы и Дамиана, глава мученика Кирика, глава святителя Григория Назианзина Старшего, глава святой Фотинии и других.
Братия насчитывает 105 монахов.
Библиотека монастыря содержит 297 рукописей (11 на пергаменте) и 4 000 печатных книг.

## История
С 1974 года игуменом монастыря Григориат стал Георгий II, который прибыл на Афон 8 июля 1974 года в составе братии из шести монахов, через несколько дней братия пригласила их в монастырь Григориат, 26 июля того же года архимандрит Георгий был избран игуменом монастыря.
При нём в 1977 и 1979 годах иноки монастыря Горняк последовательно подарили Григориату две частицы мощей (часть главы и палец) основателя монастыря Григориат преподобного Григория нового.
В эти годы игумен провёл исследование истории монастыря, результаты которого опубликовал в 1979 году, в этой работе он обобщил сведения о том, что основателем монастыря был ученик Григория Синаита Григорий Новый, эта точка зрения в начале XXI века стала общепринятой.
На момент ухода игумена на покой монастырь населяли порядка 65 монахов.
В период игуменства Георгия II братия монастыря осуществляла миссионерскую деятельность в Колвези (Заир, с 1997 Демократическая Республика Конго); руководителем миссии был иеромонах Косма Григориат.
В Колвези активно работал интернат для мальчиков, было открыто 55 приходов, крещено более 1500 аборигенов; после того, как 27 января 1989 года в Конго он погиб в автокатастрофе, миссионерскую деятельность продолжил иеромонах Мелетий.
В ноябре 2008 года сообщалось, что в монастыре строится храм в честь преподобного Серафима Саровского.

## Игумены
- архимандрит Георгий (Капсанис) (1974 — †2014[7])
- архимандрит Христофор (Пигасиу) (с 2014[8])